# Guglielmo I di Traungau
Guglielmo I di Traungau (... – dopo l'853) fu conte di Traungau, una contea della marca Orientale, dall'821 fino alla sua morte.

## Biografia

### Origini
Guglielmo proveniva dalla famiglia dei conti di Traungau, che avevano possedimenti a Salzburggau, Isengau e Sundergau, ed è considerato il capostipite della famiglia nobile bavarese dei Guglielmini. Un suo antenato potrebbe essere stato Guglielmo, il fondatore di Rotthalmünster.

### Conte di Traungau
Ludovico I il Pio lo nominò conte, in qualità di successore di Gramann, un suo parente. Oltre ai suoi possedimenti a Traungau, acquisì beni nell'attuale Bassa Austria. In quanto conte, Guglielmo era sottoposto all'autorità dei margravi della marca Orientale. In particolare, egli fu subordinato a Gotafrido, a Geroldo (II) e infine a Ratbod. Con l'Ordinatio Imperii dell'817 Ludovico II il Germanico divenne re di Baviera e cominciò subito a costruire i propri legami all'interno dell'aristocrazia bavarese assegnando cariche di prestigio ai suoi sostenitori. Nonostante questi sconvolgimenti interni alla corte bavarese, Guglielmo mantenne la sua posizione per gli anni successivi, resistendo anche negli anni segnati dalle guerre interne alla dinastia carolingia, terminate soltanto con il trattato di Verdun dell'843.
Nell'826 donò una parte delle sue terre attorno a Linz al monastero di Mondsee, mentre nell'833, nell'834 e nell'853 fece una serie di donazioni di beni all'abbazia di Sant'Emmerano di Ratisbona. Queste donazioni comprendevano, rispettivamente, alcuni beni provenienti da Linz e Wels, alcune località attorno al Perschling, il possesso di Rosdorf sul Danubio insieme a un'area compresa tra i fiumi Aist e Naarn. Guglielmo è ricordato anche per essere uno dei principali colonizzatori dell sud-est della Germania della prima metà del IX secolo.

## Famiglia e figli
Sua moglie fu Engilrada, della casa di Adaluncs di Roning, una delle più illustri famiglie della Baviera. Da lei ebbe almeno tre figli: 
- Guglielmo, margravio della marca orientale;
- Engelschalk, margravio della marca orientale;
- Adalberto.

Tra i suoi nipoti va ricordato il conte di Wormsgau Megingaudo I. Dopo la sua morte, Guglielmo II ed Engelschalk I ereditarono il Traungau ed espansero l'area sotto il loro controllo all'intera marca orientale, che ricevettero da Ludovico il Germanico. 